# Deep (canção de Pearl Jam)
"Deep" é uma canção da banda grunge estadunidense Pearl Jam. A canção é a décima faixa do álbum de estreia da banda, Ten, de 1991. Foi escrita pelo vocalista Eddie Vedder e composta pelo guitarrista Stone Gossard e o baixista Jeff Ament. É uma das canções mais agressivas do álbum, combinando de forma explosiva o baixo de Ament e a guitarra de Gossard. Uma versão remixada da canção foi incluída na reedição do álbum Ten em 2009.

## Letra
"Deep" é talvez, a letra mais escura do álbum , aparentemente tocando sobre a morte e o suicídio, que são temas comuns nas letras de Ten.

## Recepção
Em março de 2009, "Deep" foi disponibilizada como download para a série Rock Band como uma faixa mestre, como parte do álbum Ten.

## Performances ao vivo
"Deep" foi cantada pela primeira vez ao vivo no dia 8 de fevereiro de 1991, em Long Beach, Califórnia, no God Save The Queen. Apresentações ao vivo de "Deep" podem ser encontradas em vários bootlegs oficiais e no  LP Drop in the Park incluído na edição Super Deluxe da reedição de Ten.

## Créditos
- Eddie Vedder - vocal
- Stone Gossard - guitarra
- Mike McCready - guitarra
- Jeff Ament - baixo
- Dave Krusen - bateria

## Ligações Externas
- Letra no pearljam.com